# Marina Imperială Germană

Stindardul Marinei Imperiale Germane (1903–1919)

Marina Imperială Germană (în germană Kaiserliche Marine) a fost, între 1871-1919, flota de război a Imperiului German. În timpul Republicii de la Weimar a devenit Reichsmarine, transformată în 1935 de regimul nazist în Kriegsmarine.